# Blanka Burgundská (1288–1348)
Blanka Burgundská (francouzsky Blanche de Bourgogne; 1288 – 27./28. července 1348, Dijon) byla savojská hraběnka z burgundské dynastie a majitelka bohatě iluminovaných Hodinek.

## Život
Blanka se narodila jako dcera burgundského vévody Roberta a Anežky, dcery Ludvíka IX. 18. října 1307 byla na hradě Montbard provdána za svého vrstevníka Eduarda, nejstaršího syna savojského hraběte. Roku 1323 Eduard převzal dědictví po otci a když o šest let později zemřel, dědicem se stal jeho mladší bratr Aymon, protože z jeho manželství s Blankou se narodila pouze jediná dcera Johana. Blanka odešla po manželově smrti do Dijonu, kde v létě 1348 zemřela pravděpodobně v důsledku morové nákazy a byla pohřbena v místním klášteře klarisek po boku své dcery, jež zemřela již čtyři roky před svou matkou v roce 1344.